# Liga Sudeste de Futsal de 2012
A Liga Sudeste de Futsal de 2012 foi a sétima edição da competição, que ocorreu de 22 até 26 de agosto. O evento foi sediado em Vitória no Espírito Santo, contando com 4 equipes participantes. A competição seria realizada com 5 equipes participantes, mas a equipe do Basiléia não compareceu aos jogos, sendo excluída da competição. Devido à sua exclusão, todas as outras equipes da competição ganharam 3 pontos equivalentes aos jogos que teriam com o Basiléia.
A AABB sagrou-se campeã pois obteve a melhor campanha.

## Regulamento
A Liga Sudeste foi realizada com a participação de equipes representantes de cada um dos estados da região sudeste do Brasil, sendo uma delas escolhida pela CBFS para ser sede.
Ela foi disputada em etapa única, em que as equipes enfrentavam entre si num grupo único. Seria declarada campeã a equipe com a melhor campanha.
Critérios de desempate
Ao final da Liga Sudeste, havendo igualdade do número de pontos ganhos, para o desempate, são considerados os seguintes critérios em sua determinada ordem de eliminação:
1. Confronto direto na fase;
2. Aproveitamento de Pontos;
3. Gol Average (o número de gols marcados dividido pelo número de gols sofridos);
4. Maior média de gols marcados;
5. Menor média de gols sofridos);
6. Maior saldo de gols na fase;
7. Menor média de cartões vermelhos recebidos;
8. Menor média de cartões amarelos recebidos;
9. Sorteio.[6]

## Participantes
| Equipe              | Cidade                  | Estado | Títulos         |
| ------------------- | ----------------------- | ------ | --------------- |
| AABB/Mapfre         | São Paulo               | SP     | 0 (não possui)  |
| ACS Jardim Limoeiro | Serra                   | ES     | 0 (não possui)  |
| Basiléia/Dalpasso   | Cachoeiro de Itapemirim | ES     | 0 (não possui)  |
| Macaé/Botafogo      | Macaé                   | RJ     | 0 (não possui)  |
| Minas               | Belo Horizonte          | MG     | 2 (2009 e 2010) |

## Local dos jogos

Localização de Vitória

A VII Liga Sudeste de Futsal foi disputada em Vitória no Espírito Santo. A arena escolhida para realizar os jogos foi o Poliesportivo Jardim Limoeiro, que tem a capacidade de abrigar 1 200 espectadores. O piso utilizado na quadra é o cimento epox.

## Classificação
| Pos. | Equipe          | Pts | J | V | E | D | GP | GC | SG  | GA   | %     |
| ---- | --------------- | --- | - | - | - | - | -- | -- | --- | ---- | ----- |
| 1    | AABB            | 10  | 3 | 2 | 1 | 0 | 10 | 6  | 4   | 1,67 | 83,33 |
| 2    | Macaé/Botafogo  | 8   | 3 | 1 | 2 | 0 | 8  | 7  | 1   | 1,14 | 66,67 |
| 3    | Minas           | 7   | 3 | 1 | 1 | 1 | 10 | 5  | 5   | 2,00 | 58,33 |
| 4    | Jardim Limoeiro | 3   | 3 | 0 | 0 | 3 | 3  | 13 | -10 | 0,23 | 25,00 |

### 1ª Rodada
| 22 de agosto | Macaé/Botafogo                   | 3 – 3     | AABB                                     | Poliesportivo Jardim Limoeiro, Vitória |
| 19:00        | Sacon 10' · Pelé 17' · Sakai 30' | Relatório | Martin 14' · Andrezinho 26' · Victor 40' | Árbitro: Ismael Soares Saldanha Árbitro 2: Claudionei Laguna Anotador: Luiz Alfredo Campana Ramos Cronometrista: Honnielly Coutinho Alves |

### 2ª Rodada
| 23 de agosto | AABB                                        | 4 – 1     | Jardim Limoeiro | Poliesportivo Jardim Limoeiro, Vitória |
| 20:30        | Victor 6', 24' · Martin 32' · Felipinho 39' | Relatório | Romenick 15'    | Árbitro: Jonas Figueredo de Lima Árbitro 2: Sérgio Leonir Lermen Anotador: Luiz Alfredo Campana Ramos Cronometrista: Honnielly Coutinho Alves |

### 3ª Rodada
| 24 de agosto | Jardim Limoeiro | 0 – 6     | Minas                                                                    | Poliesportivo Jardim Limoeiro, Vitória                                                                                                  |
| 20:30        |                 | Relatório | Kelson 2', 15' · Diego Belém 12' · Xande 15' · Dieguinho 23' · Attos 37' | Árbitro: Claudionei Laguna Árbitro 2: Sérgio Leonir Lermen Anotador: Honnielly Coutinho Alves Cronometrista: Luiz Alfredo Campana Ramos |

### 4ª Rodada
| 25 de agosto | Minas                           | 2 – 2     | Macaé/Botafogo          | Poliesportivo Jardim Limoeiro, Vitória |
| 16:00        | Dieguinho 35' · Diego Belém 39' | Relatório | Bruninho 32' · Pelé 40' | Árbitro: Ismael Soares Saldanha Árbitro 2: Jonas Figueredo de Lima Anotador: Luiz Alfredo Campana Ramos Cronometrista: Honnielly Coutinho Alves |

### 5ª Rodada
| 26 de agosto | Minas                       | 2 – 3     | AABB                | Poliesportivo Jardim Limoeiro, Vitória |
| 9:30         | Wender 4' · Diego Belém 29' | Relatório | Victor 9', 11', 29' | Árbitro: Claudionei Laguna Árbitro 2: Ismael Soares Saldanha Anotador: Honnielly Coutinho Alves Cronometrista: Luiz Alfredo Campana Ramos |

| 26 de agosto | Macaé/Botafogo            | 3 – 2     | Jardim Limoeiro          | Poliesportivo Jardim Limoeiro, Vitória |
| 11:00        | Sakai 14' · Pelé 30', 32' | Relatório | Rafinha 25' · George 34' | Árbitro: Jonas Figueredo de Lima Árbitro 2: Sérgio Leonir Lermen Anotador: Luiz Alfredo Campana Ramos Cronometrista: Honnielly Coutinho Alves |

## Artilharia
| 6 gols (1) - Victor (AABB) 4 gols (1) - Pelé (Macaé/Botafogo) 3 gols (1) - Diego Belém (Minas) 2 gols (4) - Sakai (Macaé/Botafogo) - Martin (AABB) - Kelson (Minas) - Dieguinho (Minas) | 1 gol (10) - Attos (Minas) - Wender (Minas) - Andrezinho (AABB) - Xande (Minas) - Rafinha (Jardim Limoeiro) - Romenick (Jardim Limoeiro) - Bruninho (Macaé/Botafogo) - Sacon (Macaé/Botafogo) - George (Jardim Limoeiro) - Felipinho (AABB) |

## Premiação
| Liga Sudeste de Futsal de 2013 |
| São Paulo                      |
| ------------------------------ |
| AABB Campeão (1º título)       |